# Dr. Wagner, Jr.
Pour les articles homonymes, voir Wagner.
Juan Manuel González Barrón, né le 12 août 1965 à Torreón plus connu sous le nom de ring de Dr Wagner, Jr. est un catcheur mexicain. Il est le fils du catcheur Dr. Wagner (en) et suit les pas de son père en 1986.

## Carrière de catcheur

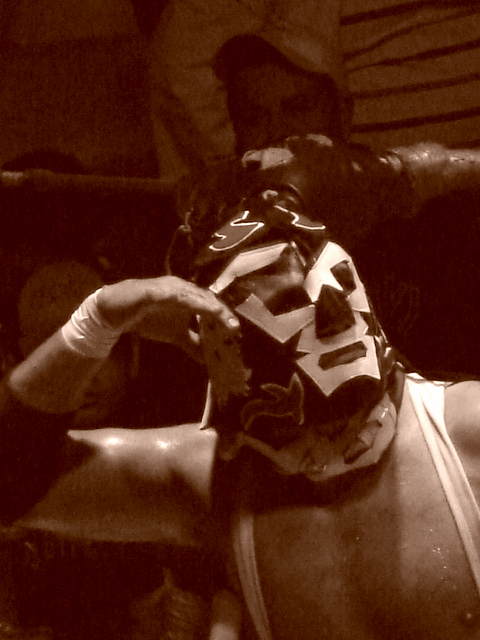
Dr. Wagner, Jr. Soixante-septième champion.

### Débuts (1986-1993)
Juan Manuel González Barrón s'entraîne auprès de son père le catcheur Dr. Wagner (en) et El Gran Markus. Il commence sa carrière sous le nom de El Invasor.
En 1986, il décide d'endosser le masque deDr Wagner Jr. et  doit  pour affronter avec son père Ángel Blanco et son fils Ángel Blanco Jr.. Ce match n'a jamais lieu à la suite d'un accident de la route le 26 avril où Dr Wagner est gravement blessé et Ángel Blanco meurt sur le coup. Le lendemain, il affronte Ángel Blanco Jr..

### Asistencia Asesoría y Administración (2009–2013, 2014)
Lors de TripleMania XVII, il bat El Mesías et remporte le AAA Mega Championship.
Lors de TripleMania XIX, il bat Rob Van Dam et devient le premier AAA Latin American Champion.
Lors de Triplemanía XXIV, il perd contre El Texano Jr. dans un Three-Way Match qui comprenaient également Brian Cage et ne remporte pas le AAA Mega Championship.
Lors de Guerra De Titanes 2018, il bat Johnny Mundo et remporte le AAA Mega Championship pour la troisième fois. Lors de Verano De Escandalo 2018, il perd le titre contre Jeff Jarrett dans un Three-Way Match qui comprenaient également Rey Mysterio Jr..

## Vie personnelle
Il a une fois été marié à la lutteuse Rossy Moreno avec qui il a eu un fils. Celui-ci a fait ses débuts à la fédération mexicaine Perros Del Mal (en) le 6 décembre 2009 sous le nom Dr. Wagner III.

## Palmarès
- Asistencia Asesoría y Administración
  - 3 fois AAA Mega Championship[11]
  - 1 fois AAA Latin American Championship[11]
  - Lucha Libre Premier (2009)[12]

- Consejo Mundial de Lucha Libre
  - 2 fois CMLL World Light Heavyweight Championship[11]
  - 4 fois CMLL World Tag Team Championship avec Canek (1), Silver King (1), Emilio Charles Jr. (1) et Último Guerrero (1)[11]
  - 4 fois CMLL World Trios Championship avec Gran Markus Jr. et El Hijo del Gladiador (1), Black Warrior et Blue Panther (1), Blue Panther et Fuerza Guerrera (1) et Universo 2000 et Black Tiger III (1)[11]
  - 1 fois NWA World Light Heavyweight Championship[11]
  - International Gran Prix 2003[13]

- International Wrestling League
  - 1 fois IWL World Heavyweight Championship (actuel)[11]

- Llaves y Candados
  - 1 fois LyC Tag Team Championship - avec Silver Cain[11]

- New Japan Pro Wrestling
  - 1 fois IWGP Junior Heavyweight Tag Team Championship avec Kendo Kashin[11]

- Universal Wrestling Association
  - 1 fois UWA World Heavyweight Championship[11]
  - 2 fois UWA World Junior Heavyweight Championship[11]

- World Wrestling Association
  - 1 fois WWA World Junior Light Heavyweight Championship[11]

## Récompenses des magazines
- Pro Wrestling Illustrated

| Année | 1997 | 1998 | 1999 | 2000 | 2001 | 2002 | 2003 | 2004 | 2005 | 2006 | 2007 | 2008 | 2009 | 2010 | 2011 | 2012 | 2013 | 2014 | 2015 | 2016 | 2017 | 2018 | 2019 | 2020 | 2021 | 2022 |
| ----- | ---- | ---- | ---- | ---- | ---- | ---- | ---- | ---- | ---- | ---- | ---- | ---- | ---- | ---- | ---- | ---- | ---- | ---- | ---- | ---- | ---- | ---- | ---- | ---- | ---- | ---- |
| Rang  | 86   | 47   | 16   | 25   | 21   | 35   | 55   | 162  | 43   | 28   | 48   | 28   | 57   | 16   | 28   | 26   | 188  | 263  | 170  | 338  | 334  | 74   | 293  | 218  | 290  | 345  |